# Птицы Волгоградской области (Соколообразные)
Фауна соколообразных (Falconiformes) Волгоградской области включает 31 вид из которых в течение всего года на территории региона держатся 3, гнездятся 25, только на зимовке замечен 1, пролётом бывает 3 и случайные залёты зарегистрированы для 2 видов.

## Повидовые характеристики
| Семейство Скопиные (Pandionidae)    |                                                        |                                                                            |
|                                     | Скопа — Pandion haliaetus Linnaeus, 1758               | Очень редко гнездится на территории региона. Малочисленна на пролёте.      |
| Семейство Ястребиные (Accipitridae) |                                                        |                                                                            |
|                                     | Обыкновенный осоед — Pernis apivorus Linnaeus, 1758    | Редко гнездится на территории региона. Малочислен на пролёте.              |
|                                     | Канюк или сарыч — Buteo buteo                          | Гнездится. Многочислен на пролёте.                                         |
|                                     | Зимняк, или мохноногий канюк — Buteo lagopus           | Малочислен на зимовке                                                      |
|                                     | Стервятник - Neophron percnopterus                     | Очень редко возможны залёты.                                               |
|                                     | Белоголовый сип - Gyps fulvus                          | Очень редко возможны залёты.                                               |
|                                     | Чёрный коршун - Milvus migrans                         | Обычный вид. Гнездится. Встречается на пролёте.                            |
|                                     | Степной лунь — Circus macrourus S.G.Gmelin, 1771       | Редко гнездится. Редко встречается на пролёте.                             |
|                                     | Луговой лунь — Circus pygargus                         | Обычный на гнездовье и малочисленный на пролёте вид.                       |
|                                     | Полевой лунь — Circus cyaneus                          | Редко гнездится. Редко зимует. Малочислен на пролёте.                      |
|                                     | Болотный, или камышовый, лунь - Circus aeruginosus     | Многочисленны на гнездовье и обычны на пролёте.                            |
|                                     | Перепелятник, или большой ястреб - Accipiter nisus     | Малочисленны на гнездовье. Обычны на зимовке и пролётом.                   |
|                                     | Тетеревятник, или малый ястреб - Accipiter gentilis    | Малочисленный в регионе вид. Гнездятся. Встречаются на зимовке и пролётом. |
|                                     | Европейский тювик — Accipiter brevipes Severtzov, 1850 | Обычный гнездящийся вид. Малочислен на пролётах.                           |
|                                     | Курганник — Buteo rufinus Cretzschmar, 1827            | Малочисленный гнездящийся вид.                                             |
|                                     | Змееяд — Circaetus gallicus Gmelin, 1788               | Очень редко гнездится. Редок на пролёте.                                   |
|                                     | Орел-карлик — Hieraaetus pennatus Gmelin, 1788         | Малочисленный гнездящийся и на пролёте вид.                                |
|                                     | Степной орел — Aquila rapax Temminck, 1828             | Малочисленный гнездящийся и на пролёте вид.                                |
|                                     | Малый подорлик — Aquila pomarina                       | Очень редкий вид для региона. Встречается на пролёте. Возможно гнездится.  |
|                                     | Большой подорлик — Aquila clanga Pallas, 1811          | Редок на пролёте. Очень редко гнездится на территории области.             |
|                                     | Могильник — Aquila heliaca Savigny, 1809               | Редко регистрируется на гнездовьях и на пролёте.                           |
|                                     | Беркут — Aquila chysaetos Linnaeus, 1758               | Очень редко регистрируется на гнездовьях и редко на пролёте.               |
|                                     | Орлан-белохвост — Haliaeetus albicilla Linnaeus, 1758  | Обычный гнездящийся и пролётный вид. Малочислен на зимовках.               |
| Семейство Соколиные (Falconidae)    |                                                        |                                                                            |
|                                     | Кречет — Falco rusticolus Linnaeus, 1758               | Очень редко встречается на пролётах и зимовках.                            |
|                                     | Балобан — Falco cherrug J.E.Gray, 1834                 | Редко регистрируется как гнездящийся и пролётный вид.                      |
|                                     | Сапсан — Falco peregrinus Tunstall, 1771               | Очень редко встречается на пролётах и зимовках.                            |
|                                     | Степная пустельга — Falco naumanni Fleischer, 1818     | Очень редкий гнездящийся вид на территории региона.                        |
|                                     | Обыкновенная пустельга — Falco tinnunculus             | Многочисленный гнездящийся и обычный на пролёте вид.                       |
|                                     | Кобчик — Falco vespertinus                             | Обычный гнездящийся и пролётный вид.                                       |
|                                     | Дербник — Falco columbarius                            | Редко регистрируется на пролётах и зимовках.                               |
|                                     | Чеглок — Falco subbuteo                                | Обычный гнездящийся и малочисленный на пролётах вид.                       |

## Галерея
Соколообразные в символике районов Волгоградской области
- Орёл на гербе Палласовского района.
- Орёл на гербе Урюпинского района.
- Орёл на гербе Камышинского района[2].
- Орёл на флаге Городищенского района[3].
- Сокол на гербе Котельниковского района[4].
- Сокол на гербе Нехаевского района.
- Герб Урало-Ахтубинского сельского поселения.